# Гирбовіца
Гирбовіца (рум. Gârbovița) — село у повіті Алба в Румунії. Адміністративно підпорядковане місту Аюд.
Село розташоване на відстані 280 км на північний захід від Бухареста, 23 км на північ від Алба-Юлії, 55 км на південь від Клуж-Напоки.

## Населення
За даними перепису населення 2002 року у селі проживали 143 особи, усі — румуни. Усі жителі села рідною мовою назвали румунську.